# Bernard III de Saxe-Meiningen-Hildburghausen
Pour les articles homonymes, voir Bernard III.
Bernard III, duc de Saxe-Meinigen et Hildburghausen, né le 1er avril 1851 à Meiningen, décédé le 16 janvier 1928 à Meiningen est duc de Saxe-Meiningen-Hildburghausen de 1914 à 1918.

## Biographie
Bernard est l'aîné des enfants du duc Georges II de Saxe-Meiningen-Hildburghausen et de sa première épouse la princesse Charlotte de Prusse (1831-1855).
Deux jours avant son quatrième anniversaire en 1855, sa mère décède à l'âge de 23 ans en donnant naissance à son quatrième enfant, un fils qui n'a pas non plus survécu à la naissance. Fin janvier de la même année, son jeune frère Georges-Albert décède à l'âge de trois ans. En 1858, son père épouse la princesse Théodora de Hohenlohe-Langenbourg. En plus de sa seule sœur biologique, la princesse Maria-Élisabeth (1853-1923), avec qui il entretient une relation intime tout au long de sa vie, il a trois demi-frères et sœurs, le prince Victor n'ayant vécu que quelques jours en 1865. En 1860, le théologien et historien Wilhelm Roßmann (de) est nommé son tuteur.

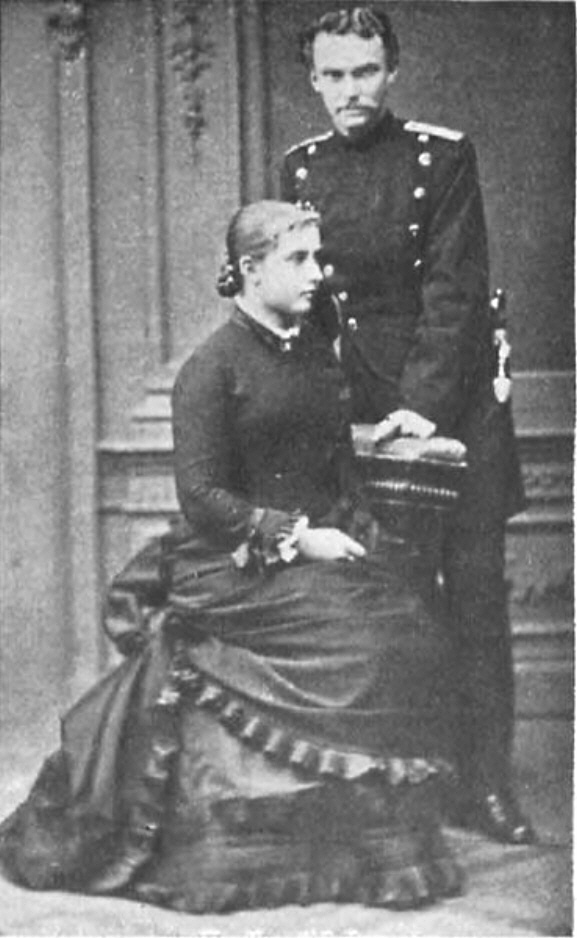
Bernard de Saxe-Meiningen avec son épouse Charlotte, vers 1877.

En 1867, Bernard est nommé sous-lieutenant à la suite dans le régiment d'infanterie de Saxe-Meiningen. En 1869, il se rend à Heidelberg pour étudier la philologie classique. Il sert comme officier d'ordonnance dans le 95e régiment d'infanterie (de) et dans la 6e division de cavalerie pendant la guerre franco-prussienne. Après avoir assisté conjointement à la proclamation impériale à Versailles (de) le 18 janvier 1871,, il rentre avec son père le duc Georges II. Il poursuit ensuite ses études à Leipzig. Sa belle-mère Théodora est également décédée prématurément à l'âge de 32 ans en 1872. Après avoir terminé ses études, Bernard rejoint le régiment de fusiliers de la Garde de l'armée prussienne à Berlin en 1873 pour une formation militaire. Depuis 1878, il est porteur de boucle de corps du Corps Saxo-Borussia Heidelberg.
Bernard s'intéresse à la langue grecque moderne et est l'auteur et le traducteur de plusieurs ouvrages, dont von Schiller. Entre 1873 et 1894, il effectue de nombreux voyages d'études en Grèce et en Asie Mineure, où il visite également des sites archéologiques et a des contacts avec des archéologues renommés. Dans ce domaine, il reçoit le titre de "Philhelène" et une couronne de laurier de l'Université d'Athènes en 1889 et, en 1912, un doctorat honoris causa de l'Université de Breslau.
Le 18 février 1878, Bernard épouse à Potsdam la princesse prussienne Charlotte (1860-1919), la sœur cadette du futur empereur allemand Guillaume II, et appartient ainsi à la famille impériale. Ce mariage donne naissance à une fille : Théodora (1879-1945), mariée en 1898 au prince Henri XXX Reuss de Köstritz (de) (1864-1939). En 1882, Bernard est transféré à l'état-major général et emménage dans un appartement avec Charlotte au château de Charlottenbourg. En 1889, il est nommé major général et en 1891 lieutenant général. L'Institut archéologique allemand en fait un membre honoraire en 1892. En décembre 1893, le prince héréditaire Bernard et la princesse héréditaire Charlotte s'installent définitivement au Grand Palais (de) (Erbprinzenpalais) à Meiningen.

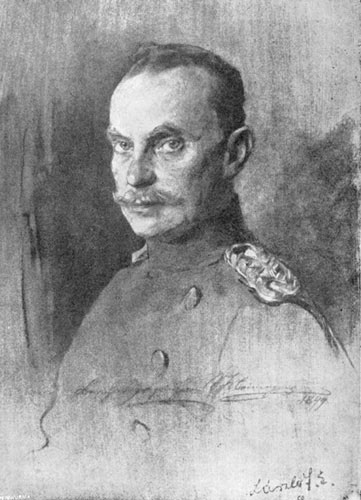
Philip Alexius de László : Duc Bernard III., Huile sur toile, 1899

Bernard devient général d'infanterie et général commandant du 6e corps d'armée à Breslau de 1896 à 1903.  Le 15 septembre 1903, Bernard est promu colonel général et nommé inspecteur général de la 2e inspection de l'armée basée à Meiningen. Avec son épouse, il entreprend désormais de nombreux voyages en voiture à travers le duché et l'Empire allemand et assume de plus en plus les fonctions de représentation de son père. En 1909, Bernard reçoit le grade de maréchal général, puis met fin à sa carrière militaire en 1912 et s'installe finalement à Meiningen.
Après la mort de son père le 25 juin 1914 à l'âge de 88 ans et après 48 ans de régence, l'"éternel" prince héréditaire prend le pouvoir sous le nom de Bernard III à l'âge de 63 ans. Son attitude conservatrice prussienne rend le duc, désormais malade, moins populaire dans son pays jusque-là libéral. Après le début de la Première Guerre mondiale, Bernard III transmet les rênes du gouvernement à son épouse Charlotte, qui dirige désormais le pays en tant que duchesse, et se rend au front pour visiter les troupes et les installations militaires de Meiningen.
Après que son beau-frère ait dû abdiquer en tant qu'empereur allemand et roi de Prusse au cours de la révolution de novembre, le 9 novembre 1918, Bernard fait de même le lendemain sous la pression du Conseil des travailleurs et des soldats de Meiningen.
Après que le frère de Bernard, Ernst, renonce également au gouvernement le 12 novembre 1918, la monarchie de Meiningen prend fin et le duché de Saxe-Meiningen est absorbé dans  l'État libre de Saxe-Meiningen (de).
Le 1er octobre de l'année suivante, l'épouse de Bernard, Charlotte, décède à l'âge de 59 ans lors d'une cure à Baden-Baden. Après son abdication, Bernard vit en isolement au château d'Altenstein à Bad Liebenstein et Meiningen. Après sa mort le 16 janvier 1928 à Meiningen, il est exposé dans le Grand Palais (Erbprinzenpalais) et amené à la gare dans un cortège funèbre le 20 janvier avec une grande participation du public. Il est ensuite transféré à Bad Liebenstein, où il est enterré aux côtés de sa femme Charlotte dans le parc du château d'Altenstein le 21 janvier 1928

### Famille
Bernard III de Saxe-Meiningen-Hildburghausen épouse le 18 février 1878 Charlotte de Prusse (fille du  Kaiser Frédéric III et de Victoria du Royaume-Uni (1840-1901) et sœur du Kaiser Guillaume II.
Un enfant est né de cette union :
- Théodora-Victoria de Saxe-Meiningen-Hildburghausen (1879-1945), en 1898 elle épousa Henri XXX, prince de Reuss. Souffrant de porphyrie, la princesse se donna la mort.

Bernard III de Saxe-Meiningen et Hildburghausen appartient à la lignée des Saxe-Meiningen, celle-ci appartient à la troisième branche de la Maison de Wettin, la lignée des Saxe-Meiningen appartient à la branche Ernestine fondée par Ernest de Saxe. Cette branche est toujours existante elle est représentée par le duc Frédéric Conrad de Saxe-Meiningen.

## Honneurs
Sur le relief Poursuite de l'ennemi sur Frenois à Sedan, une scène du 31 août 1870, sur le monument du prince Albert de Prusse à Berlin, Bernard est représenté comme le deuxième cavalier de la cavalerie dirigée par le prince Albert de Prusse.